# Соневидный опоссум
Соневи́дный опоссум, или чилоэский опоссум, или опоссум Чилоэ, или колоколо (лат. Dromiciops gliroides), — сумчатое млекопитающее, единственный современный вид отряда микробиотерий (Microbiotheria). Представители другого рода, Microbiotherium, водились в позднем олигоцене и миоцене. Микробиотерии интересны своим отношением с другими сумчатыми Нового Света и Австралии. Эволюционные связи между ними и сумчатыми Австралии способны пролить свет на биогеографическую историю инфракласса в целом, поскольку микробиотерииды ближе к австралийским сумчатым, чем к американским опоссумам. Гипотетически микробиотерииды являются либо реликтом ранних сумчатых, либо результатом повторного проникновения в Южную Америку видов из Австралии.

## Описание
Соневидный опоссум — мелкий зверёк, размером чуть крупнее мыши. Длина его тела 83—130 мм, хвоста 90—132 мм; вес от 17 до 31 г. У него короткая шелковистая шерсть. Окрас серо-бурый. Последние две трети хвоста тёмно-коричневые. Морда светло-серая с чёрными кольцами вокруг глаз. На плечах и боках светло-серые пятна. Уши небольшие, округлые. Сумка у самок хорошо развита, опушена светло-коричневым мехом; сосцов 4.
Ограничен в своем распространении прохладными влажными горными лесами с густым подлеском юга Чили и Аргентины (между 36 и 43° ю. ш.), также водится на о. Чилоэ. Чилоэские опоссумы предпочитают районы, где растёт чилийский бамбук (Chusquea). Питаются гусеницами и личинками насекомых, реже растительной пищей. Живут обычно на деревьях в гнёздах диаметром ок. 20 см. Гнёзда сооружают из веточек, бамбуковых листьев, травы и мха. Образ жизни в основном ночной. В холодный сезон быстро набирают жир, который откладывается в хвосте, и впадают в спячку. Размножается чилоэский опоссум весной; самка приносит 1—4 детёнышей. Покинув сумку, они остаются в гнезде, а во время ночных поисков пищи передвигаются на спине матери. Половой зрелости достигают на втором году жизни.
Местные жители считают появление этого зверька в доме дурной приметой; известны случаи, когда дома, куда он забегал, сжигали.